# Flavio Manzoni
| Geburt     | 7. Januar 1965 Nuoro, Sardinien, Italien |
| Ausbildung | Universität Florenz                      |
| Beruf      | Chefdesigner von Ferrari                 |

| Compasso d’Oro 2014         |
| Goldener Kompass Award 2016 |
| Goldener Kompass Award 2020 |

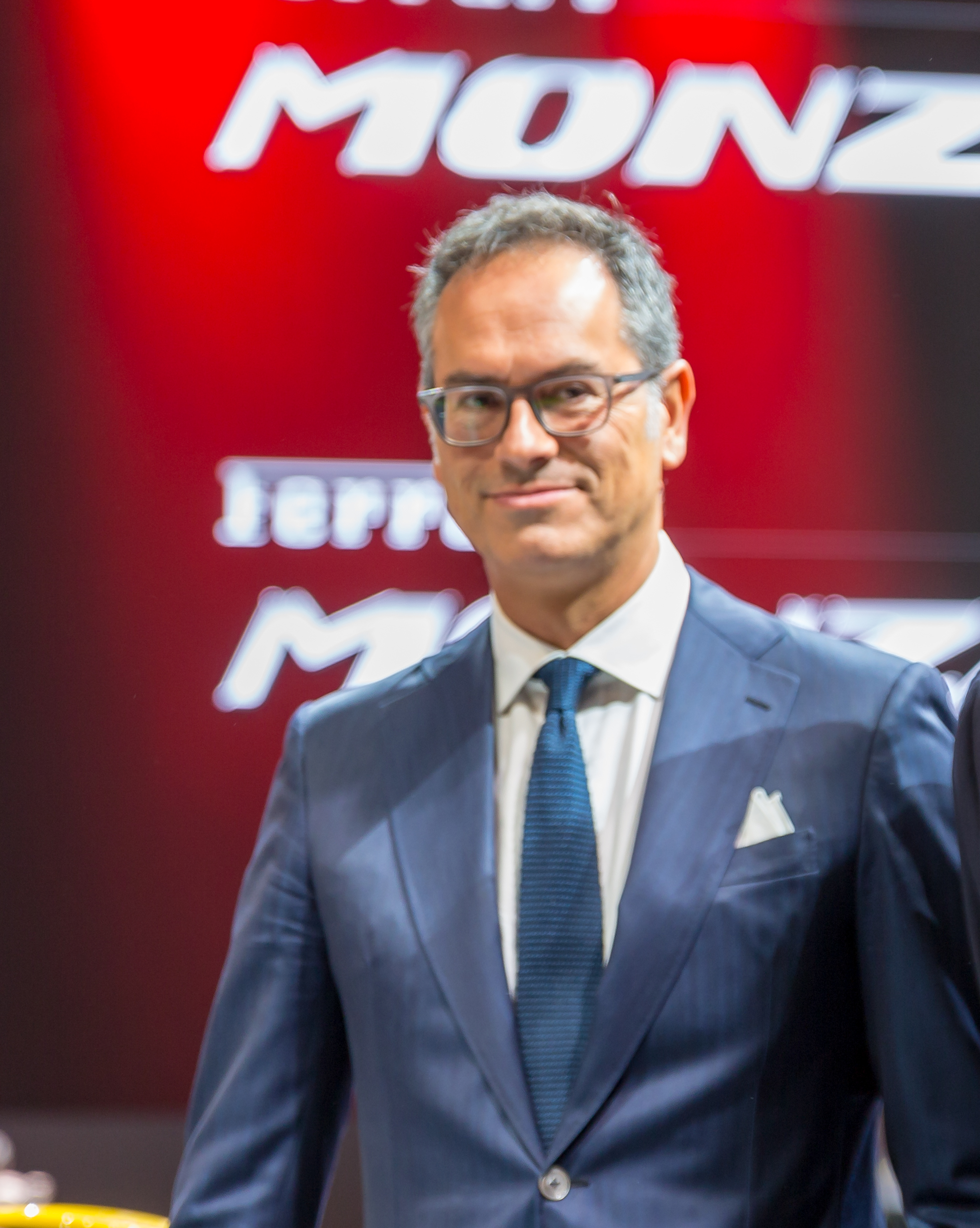
Flavio Manzoni Pariser Autosalon, 2018

Flavio Manzoni (geboren am 7. Januar 1965 in Nuoro, Sardinien) ist ein italienischer Architekt und Designer von Supersportwagen und Straßenautos, der bei Ferrari, Lancia, Volkswagen und SEAT gearbeitet hat.
Seit Januar 2010 hat er die Position des Chief Design Officer bei Ferrari inne, die er bei der Entwicklung vieler Ferrari-Modelle, einschließlich des LaFerrari, geleitet hat. Zu seinen bekanntesten Projekten gehören:
- Der F12berlinetta, der in Zusammenarbeit mit Pininfarina und dem Ferrari Style Centre entworfen wurde und ihm 2014 den Compasso d'Oro einbrachte.
- Der FXX K, der 2016 mit dem Compasso d'Oro ausgezeichnet wurde.
- Der Monza SP1, ausgezeichnet mit dem Compasso d'Oro im Jahr 2020.
- Der Ferrari J50, für den er 2018 eine lobende Erwähnung von ADI erhielt.
- Der Ferrari 12Clindri, Compasso d'Oro im Jahr 2024.[1]

Er entwarf (zusammen mit Alberto Dilillo) das auf der IAA 2003 in Frankfurt vorgestellte Konzept Lancia Fulvia Coupé für die mit dem "European Automotive Design Award" ausgezeichneten Fahrzeuge Lancia Ypsilon und Lancia Musa und war in den Jahren 2000 und 2009 Kreativdirektor des Volkswagen-Konzerns.

## Werdegang
Manzoni studierte Architektur an der Universität von Florenz und spezialisierte sich auf Industrie-Design. 1993 tritt er dem Centro Stile Lancia bei, drei Jahre später wurde er für das Innenraumdesign der Automarke verantwortlich gemacht. Er arbeitete an Projekten wie den Interieurs des Lancia Dialogos und des Maserati 3200 GT. 1999 zog er nach Barcelona, um Leiter des Innenraumdesigns bei SEAT zu werden und an den Interieurs der Serienfahrzeuge SEAT Altea, SEAT Leon und den Konzeptfahrzeugen SEAT Salsa und SEAT Tango zu arbeiten.
2001 kehrte Manzoni zurück zu Lancia und wurde zum Designleiter ernannt. Er übernahm die Verantwortung für die Konzeptfahrzeuge Lancia Granturismo, Lancia Granturismo Stilnovo und Lancia Fulvia Coupè Concept und erlangte großen Erfolg auf der Frankfurt Motor Show in 2003. Die Serienfahrzeuge Lancia Ypsilon und Lancia Musa gewinnen den "European Automotive Design Award" in 2003.
2004 wurde er zum Designleiter von Fiat, Lancia und Fiat LCV ernannt und begann seine Arbeit mit dem Fiat Grande Punto, dem neuen Fiat 500 und dem Fiat Fiorino/Qubo.
2006 gab es eine Rückkehr zur VW Gruppe, Manzoni wurde zum Leiter des Kreativdesigns bei Volkswagen, wo er den Volkswagen Golf 6 designt und die neue Version von Skoda, Bentley und Bugatti festgelegt hat. Flavio Manzoni kreierte die Konzepte des VW Up!, Space Up!, Space Up! Blue, e-Up! und VW BlueSport roadster. Unter den Serienfahrzeugen hat er zusammen mit Walter de Silva die jüngste Generation von VW-Fahrzeugen designt.
Im Januar 2010 wurde Manzoni zum Senior Vizepräsident vom Design bei Ferrari ernannt mit der Aufgabe die Identität der italienischen Marke neu zu erfinden. Als Designleiter hat er das Style Center zum Entwickeln des Konzepts des Ferrari FF und LaFerrari geführt und präsentierte auf der Paris Motor Show den Sportwagen Ferrari SA Aperta und 2012 auf dem Genfer Auto-Salon den F12 Berlinetta. 2011 wurde Flavio Manzoni in die Hall of Fame des Automobildesigns im National Automobile Museum in Turin, Italien aufgenommen.
Im Mai 2014 erhielt er den Compasso d’Oro, für sein Design des F12berlinetta. Im Dezember 2014 wurde auf dem Yas Marina Circuit in Abu Dhabi der FXX K als stärkster je gebaute Ferrari präsentiert. Auch wenn er teilweise auf dem ersten Hybridwagen basiert, der je in Maranello, LaFerrari, produziert wurde, ist der FXX K ein komplett neues Fahrzeug.
Im März 2015 gewannen unter seiner Führung des Ferrari Style Centers drei Ferraris den Red Dot Award, nämlich der FXX K, der California T und LaFerrari.
2016 gewann er die Red Dot "Best of the Best" Auszeichnung für das Produktdesign des Ferrari 488.
Am 28. Mai 2024 verlieh ihm die Universität Florenz die Ehrendoktorwürde in Design; Der Abschluss wird verliehen, weil er zur Entwicklung und Geschichte des Automobildesigns beigetragen hat.

## Gezeichnete Muster
- Lancia Dialogos (1998)

- Maserati 3200 GT
- Seat Tango (2001)
- Lancia GT Stilnovo (2003)
- Lancia Fulvia coupé (2003)
- Lancia Ypsilon (2003)
- Lancia Musa (2004)
- Volkswagen Scirocco III (2008)

- Volkswagen Golf VI (2008)

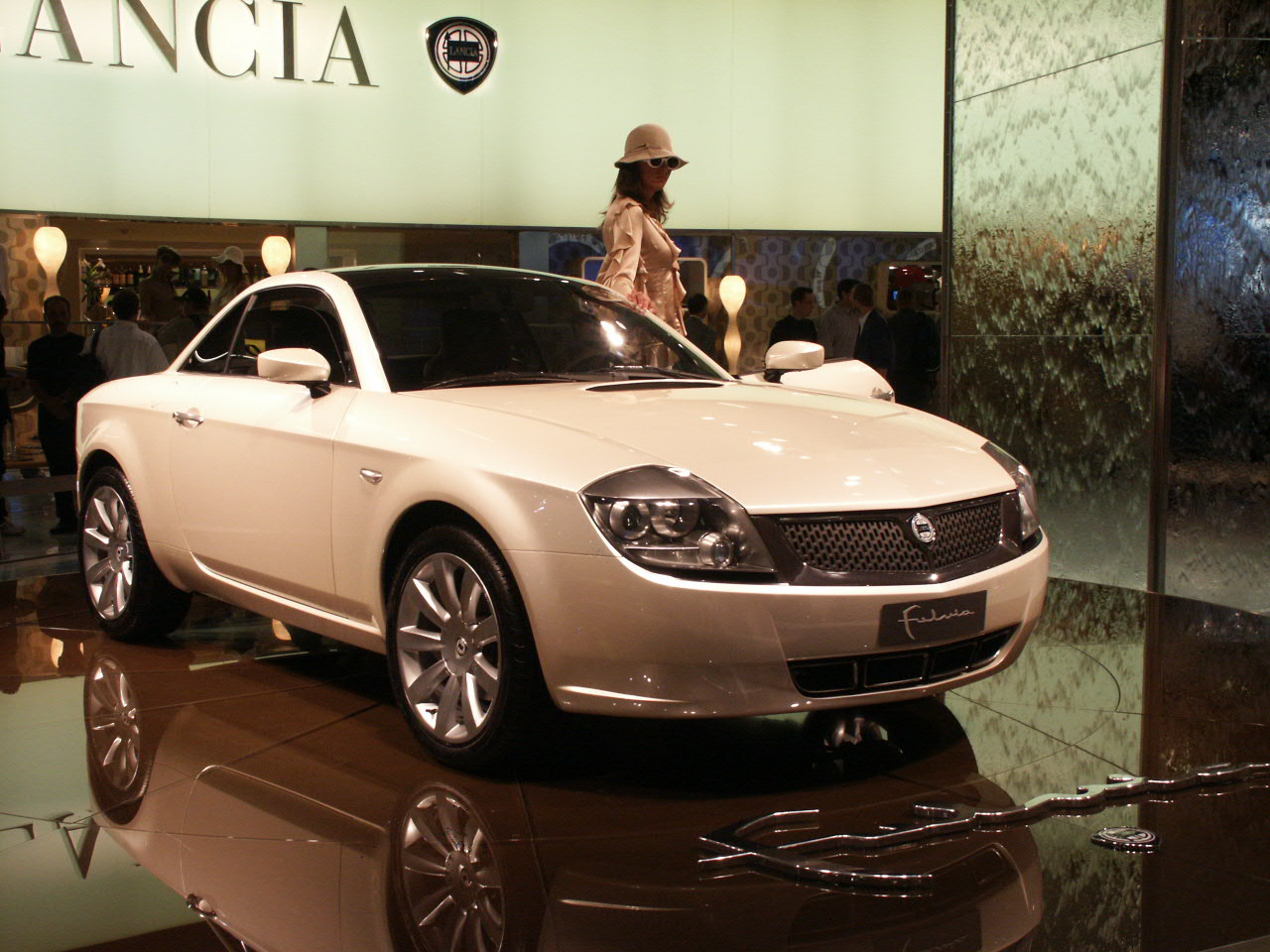
Lancia Fulvia Coupe Concept (2003)

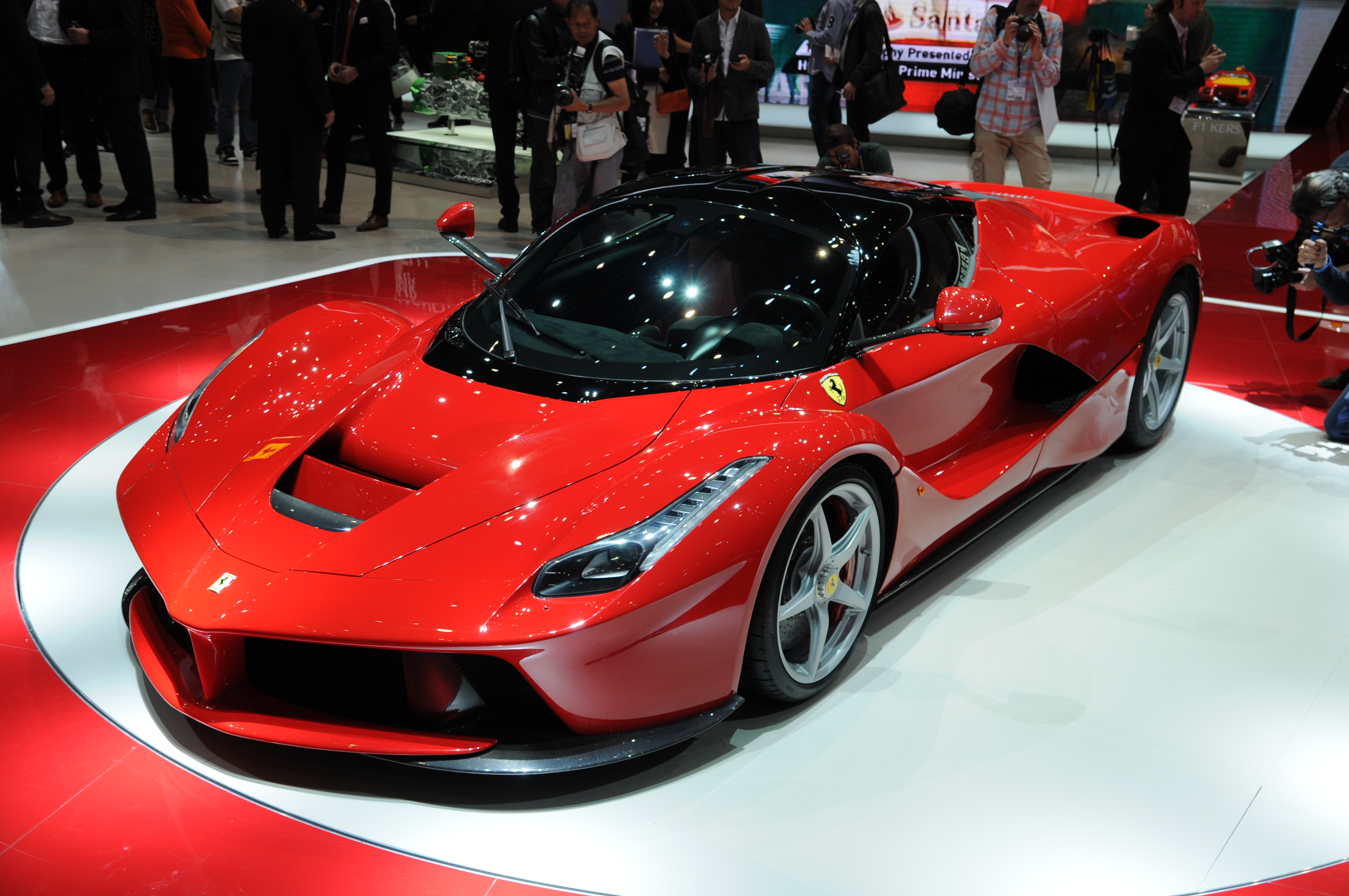
LaFerrari, designt unter Manzonis Leitung

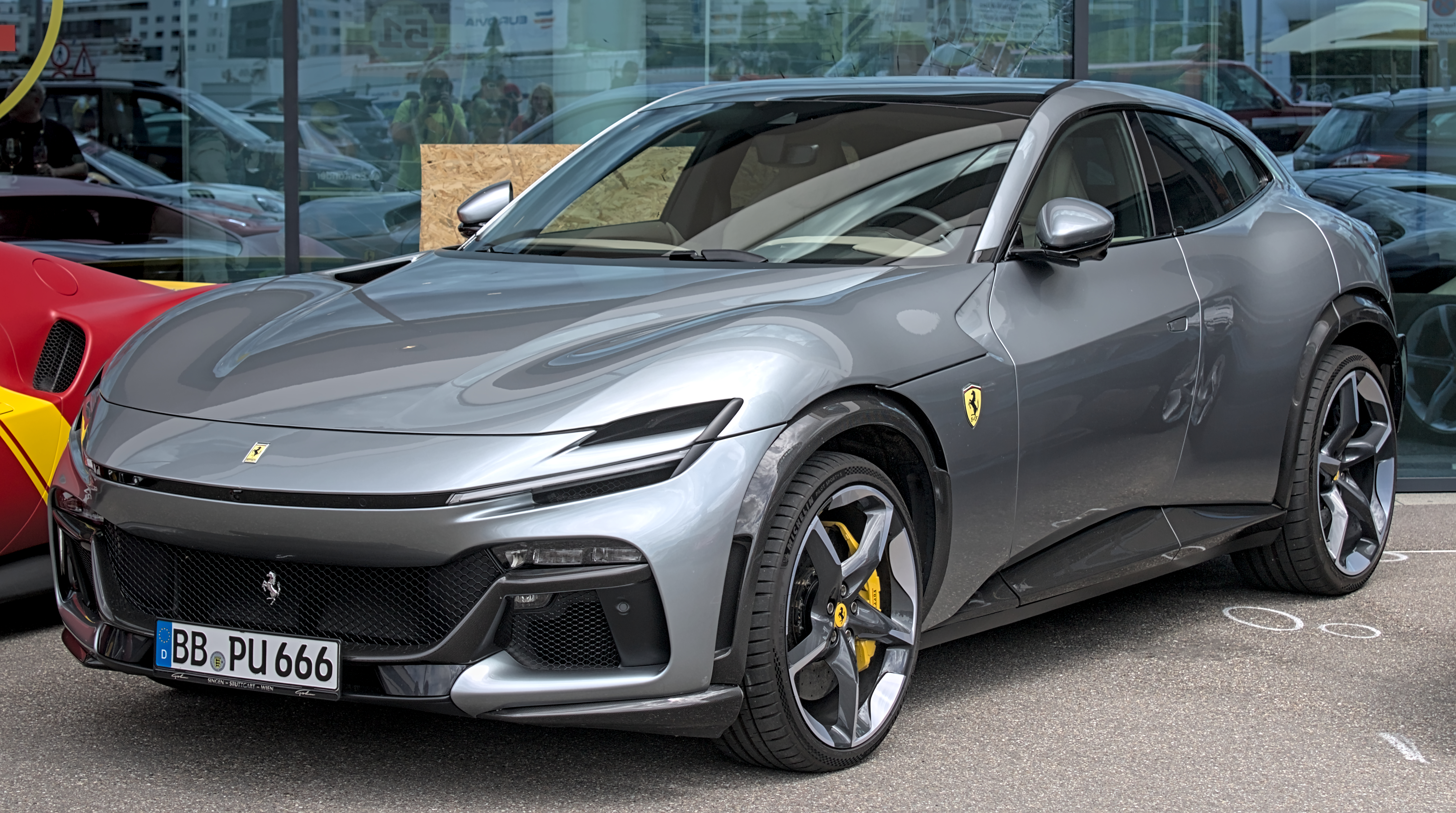
Ferrari Purosangue

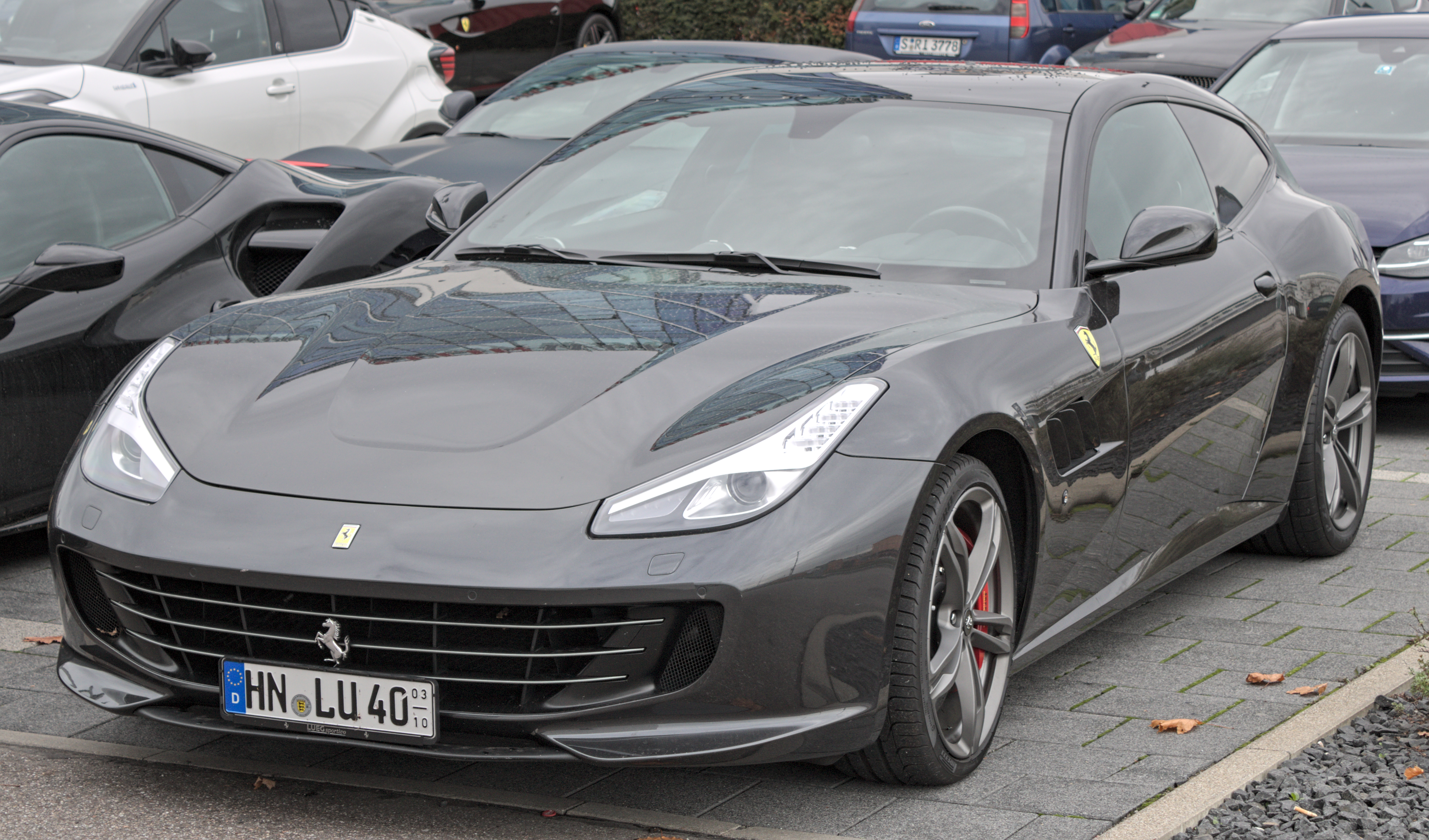
Ferrari GTC4Lusso

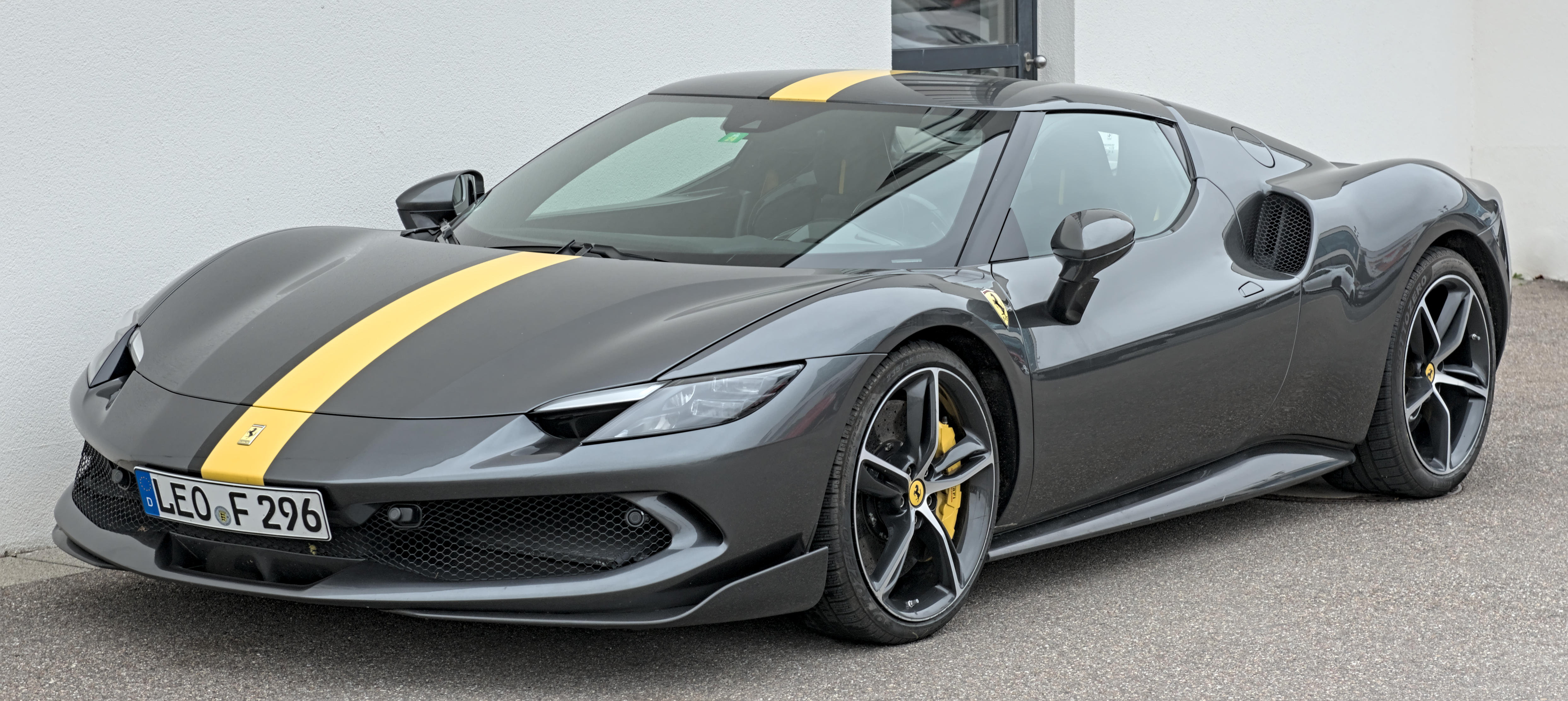
Ferrari 296

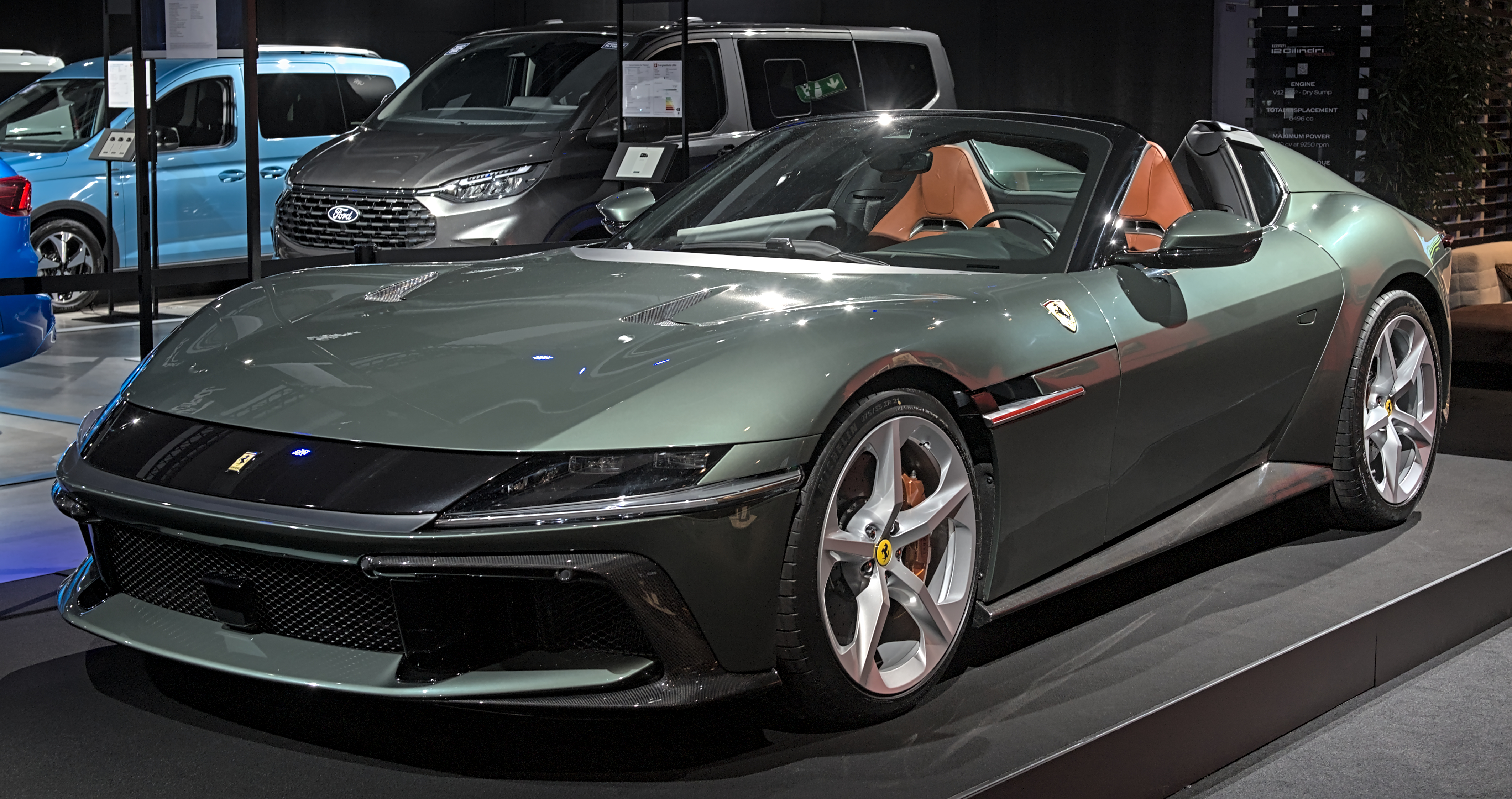
Ferrari 12Cilindri

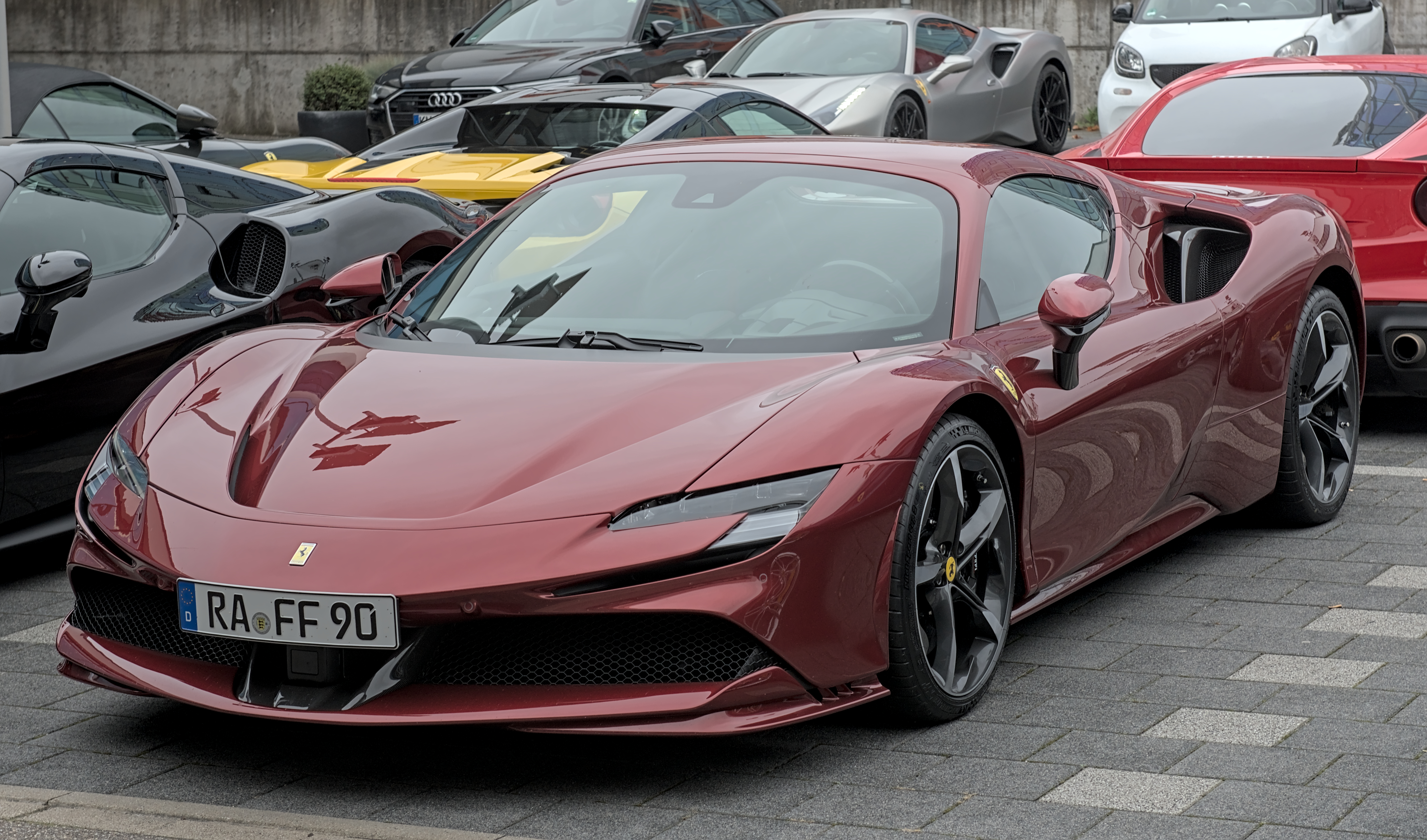
Ferrari SF90

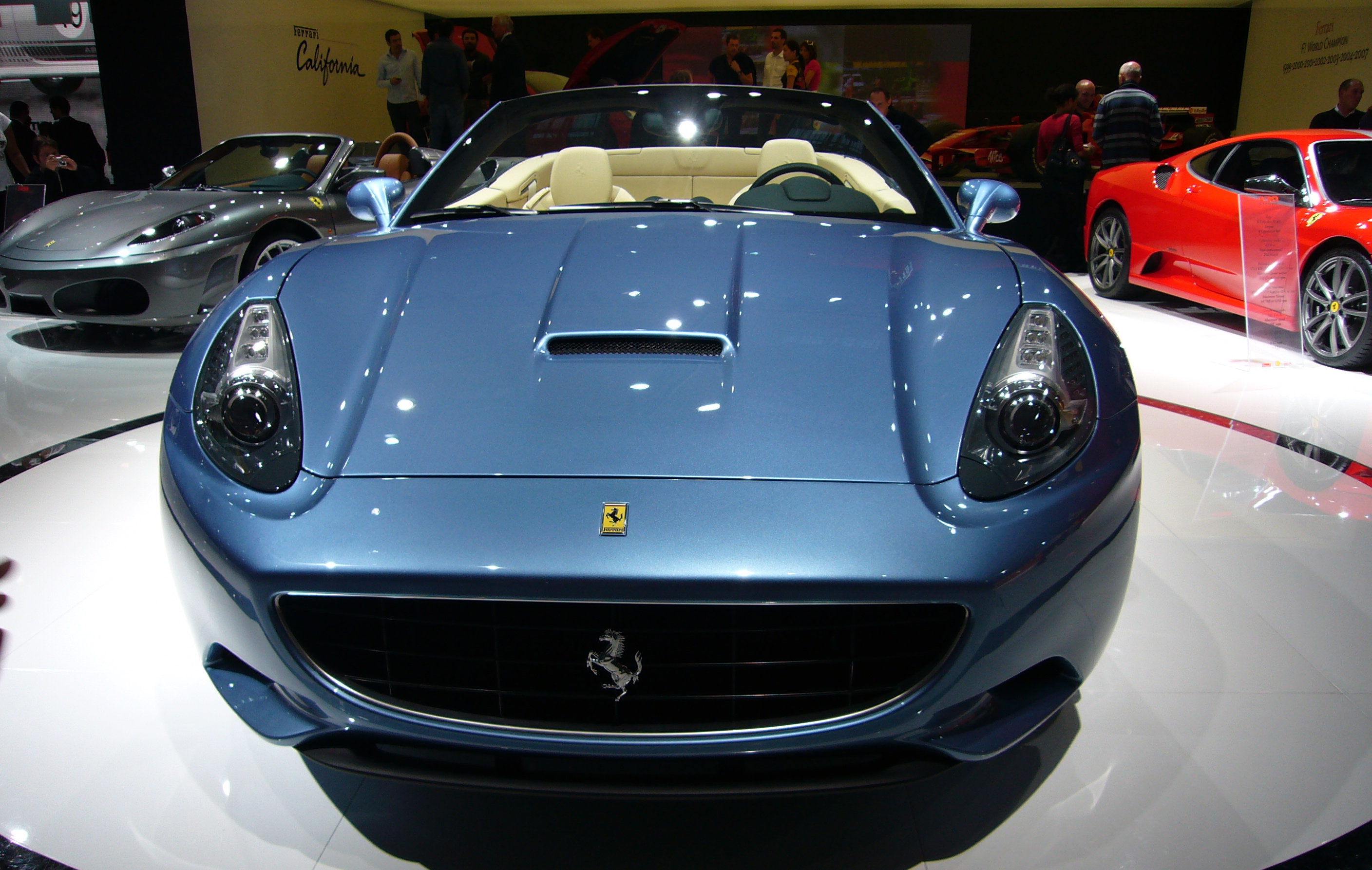
Ferrari California

- Volkswagen BlueSport Concept (2009)
- Ferrari 599 SA Aperta (Parigi - 2010)
- Ferrari FF [F151] (Presentazione web - 2011 - con Pininfarina)
- Ferrari Superamerica 45 [SP10] (Cernobbio - 2011)
- Volkswagen Golf VII (2012)
- Ferrari F12 Berlinetta [F152] (Presentazione web - 2012 - con Pininfarina)
- Ferrari GT Aperta One-off [SP15] (2012 - con Pininfarina)
- Ferrari SP12 EC [SP12] (Maranello - 2012 - con Pininfarina)
- Ferrari SP30 [SP14] (Fiorano - 2012)
- Ferrari LaFerrari [F150] (Ginevra - 2013)
- Ferrari 458 Speciale [F142 VS] (Francoforte - 2013)
- Ferrari FFX [SP18] (2013 - con Pininfarina)
- Ferrari California T [F149M] (Maranello - 2014)
- Ferrari SP America [SP20] (2014 - con Pininfarina)
- Ferrari F12 TRS One-off [SP28] (Cavalcade Sicilia - 2014)
- Ferrari 458 Speciale A (Parigi - 2014)
- Ferrari F60 America [FNA] (Beverly Hills - 2014 - con Pininfarina)
- Ferrari FXX-K [F150 XX] (Abu Dhabi - 2014)
- Ferrari Sergio (Abu Dhabi - 2014 - con Pininfarina)
- Ferrari 488 GTB (Ginevra - 2015)
- Ferrari 488 Spider (Francoforte - 2015)
- Ferrari F12 TDF (Mugello - 2015)
- Ferrari GTC4 Lusso (Ginevra - 2016)
- Ferrari GTC4 Lusso T (Parigi - 2016)
- Ferrari 458 MM Speciale [SP32] (Fiorano - 2016)
- Ferrari LaFerrari Aperta (Parigi - 2016)
- Ferrari 488 Challenge (Daytona - 2016)
- Ferrari SP275 RW Competizione One-off (Maranello - 2016 - con Pininfarina)
- Ferrari J50 (Tokyo - 2016)
- Ferrari 812 Superfast [F152M] (Ginevra - 2017)
- Ferrari FXX-K EVO [F150 EVO] (Mugello - 2017)
- Ferrari Portofino [F164] (Francoforte - 2017)
- Ferrari 488 Pista [F142M VS] (Ginevra - 2018)
- Ferrari GS cinquanta [SP37] (Maranello - 2018 - con Pininfarina)
- Ferrari SP38 One-off (Fiorano - 2018)
- Ferrari 488 Pista Spider [F142M VS Spider] (Pebble Beach - 2018)
- Ferrari Monza SP1 [F176] (Maranello - 2018)
- Ferrari Monza SP2 [SP40] (Maranello - 2018)
- Ferrari SP3JC [SP39] (Fiorano - 2018)
- Ferrari P80/C [SP36] (Maranello - 2019)
- Ferrari F8 Tributo [F142M FL] (Maranello - 2019)
- Ferrari SF90 Stradale [F173] (Maranello - 2019)
- Ferrari F8 Spider [F142M FL Spider] (Maranello - 2019)
- Ferrari 812GTS [F152M RHT] (Maranello - 2019)
- Ferrari 488 Challenge EVO [F142 CHP EVO] (Mugello - 2019)
- Ferrari F169 [Roma] (Roma - 2019)
- Ferrari Portofino M [F164 FL] (Maranello - 2020)
- Ferrari Omologata One-off [SP43] (Fiorano - 2020)
- Ferrari SF90 Spider [F173 Spider] (Presentazione web - 2020)
- Ferrari 812 Competizione [F152M VS] (2021)
- Ferrari 812 Competizione A [F152M VS Targa] (2021)
- Ferrari 296 GTB [F171 Coupé] (2021)
- Ferrari Daytona SP3 [F150 BD] (2021)
- Ferrari BR20 [SP46] (Presentazione web - 2021 - con GranStudio)
- Ferrari 296 GTS [F171 Spider] (2022)
- Ferrari SP48 Unica [SP48] (Fiorano - 2022)
- Ferrari Purosangue (Lajatico - 2022)
- Ferrari SP51 One-off (Maranello - 2022)
- Ferrari 499P (Imola - 2022)
- Ferrari GT Vision (Montecarlo - 2022)
- Ferrari SF90 XX Stradale (2023)
- Ferrari SF90 XX Spider (2023)
- Ferrari KC23 (2023)
- Ferrari12Cilindri (2024)

### FBX - Ferrari Brand Extension
- Poltrona Cockpit (2017)
- Ferrari/Hublot Techframe (Basilea - 2017)
- Ferrari/Hublot Classic Fusion GT (Basilea - 2019)
- RM UP-01 Ferrari/Richard Mille (2022)

### Building
- Nuovo Centro Stile (Maranello - 2018)

## Auszeichnungen
2012
- Auto Bild Design Award - F12berlinetta - Hamburg

2013
- Design Award Autoscout24 - LaFerrari – München
- Mamuthone ad Honorem - Cagliari

2014
- Compasso d’Oro ADI - Ferrari F12berlinetta - Milan
- Auto Design Award - LaFerrari - Geneva
- Born Ultimate Design for Ferrari Cars - Courchevel

2015
- Red Dot Best of The Best - Ferrari FXX-K - Essen
- Red Dot - Ferrari LaFerrari - Essen
- Red Dot - Ferrari California T – Essen

2016
- Compasso d’Oro ADI - Ferrari FXX-K - Milan
- iF Gold Design Award - Ferrari FXX-K - München
- iF Design Award - Ferrari 488 GTB - München
- iF Design Award - Ferrari 488 Spider - München
- Red Dot Best of The Best - Ferrari 488 GTB - Essen
- Autonis Design Award - Ferrari 488 Spider - Stuttgart
- Good Design Award Chicago Athenaeum - Ferrari F12tdf - Chicago
- Good Design Award Chicago Athenaeum - Ferrari 488 Spider - Chicago

2017
- Most Beautiful Supercar of the Year - International Automobile Festival - Ferrari GTC4Lusso – Paris
- Good Design Award Chicago Athenaeum - Ferrari GTC4Lusso - Chicago
- Good Design Award Chicago Athenaeum - Ferrari J50 - Chicago
- Good Design Award Chicago Athenaeum - Ferrari 812 Superfast - Chicago
- iF Gold Design Award - Ferrari GTC4Lusso - München
- iF Design Award - Ferrari 458 MM Speciale – München
- Red Dot - LaFerrari Aperta - Essen
- Red Dot - Ferrari GTC4Lusso - Essen
- Red Dot - 458MM Speciale - Essen
- Red Dot Best of The Best - Ferrari J50 – Essen

2018
- iF Design Award - LaFerrari Aperta – München
- iF Gold Design Award - Ferrari J50 – München
- Red Dot Design Award - Ferrari FXX-K Evo – Essen
- Red Dot Design Award - Ferrari 812 Superfast – Essen
- Red Dot Best of The Best – Ferrari Portofino – Essen
- Design Award for Concept Cars & Prototypes Concorso d’Eleganza Villa d’Este – Ferrari SP38 - Cernobbio
- Auto Europa 2019 Uiga – Ferrari Portofino – Roma
- Menzione d’onore Compasso d’oro ADI – Ferrari J50

2019
- Most Beautiful Supercar of the Year - Ferrari Monza SP2 – Paris
- iF Design Award – Ferrari 488 Pista – München
- iF Design Award – Ferrari SP38 – München
- iF Design Award – Ferrari Portofino – München
- iF Gold Design Award – Ferrari Monza SP1 – München
- Red Dot Design Team of the Year 2019 - Flavio Manzoni and the Ferrari Design Team – Essen
- Red Dot Best of The Best – Ferrari Monza SP1 – Essen
- Red Dot Design Award - Ferrari 488 Pista – Essen
- Red Dot Design Award – Ferrari SP38 – Essen
- Award “Design” Orologio dell'Anno – Classic Fusion Ferrari GT – Milan
- Good Design Award Chicago Athenaeum - Ferrari Monza SP1 – Chicago
- Good Design Award Chicago Athenaeum - Ferrari SF90 Stradale – Chicago
- American Prize for Design - Chicago Athenaeum and The European Centre for Architecture Art Design and Urban Studies

2020
- Most Beautiful Supercar of the Year - Ferrari Roma – Paris
- iF Gold Award Design Award - Ferrari SF90 Stradale – München
- iF Design Award – Ferrari F8 Tributo – München
- iF Design Award – Ferrari P80/C – München
- Red Dot Best of The Best – Ferrari SF90 Stradale – Essen
- Red Dot Design Award - Ferrari Roma – Essen
- Red Dot Design Award – Ferrari F8 Tributo – Essen
- XXVI PREMIO COMPASSO D’ORO – Ferrari Monza SP1- Milano
- Car Design Award 2020 – Ferrari Roma – Milano;
- Good Design Award Chicago Athenaeum - Ferrari Roma – Chicago

2021
- Red Dot Design Award – Ferrari SF90 Spider – Essen
- Red Dot Design Award – Ferrari Omologata – Essen
- iF Design Award – Ferrari Roma
- iF Design Award – Ferrari SF90 Spider
- AUTONIS - Best New Design 2021-Auto Motor und Sport - Ferrari Portofino M
- Most Beautiful Supercar of the Year - Ferrari Daytona SP3 – Paris
- Good Design Award Chicago Athenaeum - Ferrari 812 Competizione – Chicago
- Good Design Award Chicago Athenaeum - Ferrari 812 Competizione A – Chicago
- Good Design Award Chicago Athenaeum - Ferrari SF90 Spider – Chicago
- Good Design Award Chicago Athenaeum - Ferrari Omologata – Chicago

2022
- Red Dot Best of The Best – Ferrari Daytona SP3 – Essen
- Red Dot Design Award – Ferrari 296 GTB – Essen
- Red Dot Design Award - Ferrari Competizione – Essen
- Red Dot Design Award - Ferrari Competizione A – Essen
- iF Design Award – Ferrari 296 GTB
- iF Design Award – Ferrari Competizione
- iF Design Award – Ferrari Competizione A
- Car Design Award 2022 – Ferrari 296 GTB – Milano;
- EyesOn Design Award 2022 – Ferrari Daytona SP3;
- AUTONIS - Auto Motor und Sport - Best New Design 2022 (TBC)- Ferrari 296 GTB
- Supercar Of The Year at the TopGear Awards - Ferrari 296 GTB;
- Grand Prix du Design – Automobile Awards 2022 - Ferrari Daytona SP3;
- Good Design Award Chicago Athenaeum - Ferrari Daytona SP3;
- Good Design Award Chicago Athenaeum - Ferrari SP48 Unica;
- Good Design Award Chicago Athenaeum - Ferrari 296 GTB;
- Good Design Award Chicago Athenaeum - Ferrari 296 GTS

2023
- Car Design Award 2023 – Ferrari Purosangue – Milano;
- Car Design Award 2023 – Ferrari brand design Language – Milano;
- Red Dot Best of The Best – Ferrari Purosangue – Essen
- Red Dot Best of The Best – Ferrari Vision Gran Turismo – Essen
- Red Dot Design Award - Ferrari 296 GTS – Essen

2024
- Compasso d’Oro ADI - Ferrari Purosangue - Milan